# Kristotomus rufiabdominalis
Kristotomus rufiabdominalis är en stekelart som beskrevs av Gupta 1990. Kristotomus rufiabdominalis ingår i släktet Kristotomus och familjen brokparasitsteklar. Inga underarter finns listade i Catalogue of Life.